# Amor De Ángel
Amor De Ámgel es el segundo álbum de estudio de la cantante Innocence. Un álbum que salió a la venta el 28 de febrero de 2010, con el primer sencillo Call Me que estuvo número 2 en itunes y varias plataformas digitales.

## Canciones
1. Call Me
2. No Quiero Que Me Digas Adiós
3. Like a Player
4. Es Caro Amar
5. En Mi Soledad
6. Wild Boys
7. Estoy Harta de Esperar
8. Dont Give Up
9. This Woman Work (Por Ser Mujer)
10. Vive ou Survivre
11. Wild Boys remix radio edit

- Datos: Q30916340